# Ужастики (серия книг)
«Ужастики» (англ. Goosebumps; дословно «Мурашки») — серия детских книг в жанре триллер, автором которых является американский писатель Роберт Лоуренс Стайн. 
На русский язык издательством «Росмэн» под общим названием «Ужастики» на данный момент были переведены 63 книги, 49 из которых относятся к оригинальной серии (выходившей с июля 1992 года по декабрь 1997 года), а остальные 14 — к спин-офф-серии «Goosebumps Series 2000».
В 2006 году вышли 13 книг под общим названием «Ужастики-2», являющиеся переводом дополнительной серии Give Yourself Goosebumps в жанре книги-игры. Также книги Стайна из серии «Комната страха» выпускались издательством «Эксмо» в серии «Страшилки».
С 2019 года выходят переиздания книг оригинальной серии «Ужастики» от «АСТ».
Особенностью книг серии «Ужастики» является необычный конец (несчастливый конец, «хеппи-энд» или открытый финал — в конце одной книги девочку превратили в птицу; в конце другой книги оказалось, что её главные герои живут вовсе не на Земле). Хотя во многих книгах серии присутствуют традиционные для этого жанра монстры или потусторонние существа, в некоторых книгах атмосфера ужаса строится на том, что главный герой попадает в непривычную для него среду (в одной книге мальчик выпал из временного потока и начал заново проживать свою жизнь в обратном порядке; в другой книге главный герой обрёл сверхспособность летать, но в итоге только усложнил этим свою жизнь).

## Список книг

### Ужастики
Тираж — 10 000 экземпляров.
Всего в России было издано 63 книги.

### Ужастики-2[1]
В этой серии выходили книги-игры — в конце каждой страницы указывалась страница, в которую нужно читать дальше. Иногда указывалось несколько вариантов, и сюжет развивался по-другому. Завершалась развилка сюжета «концом» — иногда счастливым, иногда несчастливым. Также встречался вариант «Вернись в начало книги» для переигровки.
- № 1. Человекосжималки (Revenge of the Body Squeezers)
- № 2. Цирк-западня (Trapped in the Circus of Fear)
- № 3. Ночь в лесу оборотней (Night in Werewolf Woods)
- № 4. Каникулы в джунглях (Deep in the Jungle of Doom)
- № 5. Заклятие чародея (Under the Magician’s Spell)
- № 6. Дневник сумасшедшей мумии (Diary of a Mad Mummy)
- № 7. Он явился из Интернета (It Came from the Internet)
- № 8. Ужас фокус-покуса (Hocus-Pocus Horror)
- № 9. Кошмар на весь день (All-Day Nightmare)
- № 10. Лифт в никуда (Elevator to Nowhere)
- № 11. Ты — удобрение для растений (You’re Plant Food)
- № 12. Оживший манекен (Shop Till You Drop… Dead!)
- № 13. Наперегонки с торнадо (Into the Twister of Terror)

### Улица Страха
Улица Страха (англ. Fear Street) — серия подростковых книг в жанре триллер, автором которых является американский писатель Роберт Лоуренс Стайн. В России книги были опубликованы издательством «АСТ» в серии «Ужастики». Недавно издательство «АСТ» начало переиздавать эти книги в серии «Страх». Всего книг в серии 96, более 70 из них написаны Стайном.

## Экранизации

### Телесериал «Мурашки»
«Мурашки» — канадский телесериал. Экранизация произведений Роберта Лоуренса Стайна. Всего в эфир вышли 4 сезона сериала из 74 эпизодов. Всего были экранизированы 43 рассказа.
В России телесериал впервые был показан на канале «РЕН ТВ».

### Фильмы
- «Ужастики» — фильм, вышедший на экраны в 2015 году.
- «Ужастики 2: Беспокойный Хеллоуин» — сиквел фильма 2015 года, вышедший на экраны в 2018 году.

### Новый сериал
28 апреля 2020 года было объявлено, что «Scholastic Entertainment» работает над новым сериалом по мотивам рассказов Стайна. Дистрибьютором проекта выступила телекомпания «Sony Pictures TV».